# Климат Варшавы
Согласно классификации Винцентия Околовича, Варшава находится в зоне тёпло-умеренного климата. Согласно более современной классификации Köppena-Geigera Варшава лежит в зоне Dfb — умеренно континентального климата.
Чертой, характеризующей варшавский климат, является более-менее равномерное годичное распределение осадков, с максимумом в июле и минимумом в феврале.
Среднегодовая температура воздуха в Варшаве составляет +8,5 °C, наиболее высокая — в июле: +19,2 °C, наиболее низкая — в январе: −1,8 °C.
Вегетационный период составляет примерно 200 дней. Варшава находится под воздействием полярно-морских воздушных масс (около 60 % дней в году) и полярно-континентальных (около 30 % дней в году).
В Варшаве и окрестностях очень сильно выражено влияние крупной городской агломерации на климат (так называемый городской тёплый остров). Это проявляется в том, что температуры в центре города в среднем выше, осадки больше (нагревание воздуха приводит к более сильной конвекции облаков, из которых выпадает больше осадков и бурь). В зависимости от других условий, разница температур в Старом городе и предместьях может составлять 7-8 °C, и даже до 10 °C. Из-за большей высоты застройки в центре города уменьшается также и скорость ветра.
По причине высокой загазованности и аэролизации воздуха, увеличивается пасмурность и снижается прозрачность воздуха, что приводит к уменьшению солнечного освещения и увеличению диффузного излучения. Солнечное время в Варшаве составляет около 1600 часов/год, вместе в тем в центре города оно на 10 % ниже.

## Температура воздуха
Наиболее низкая среднемесячная температура воздуха в январе: −16,9 °C, зафиксирована в 1803 году, наиболее высокая: +3,7 °C — в 2007 году.
Наиболее низкая среднемесячная температура в июле: +14,1 °C наблюдалась в 1832 году, наиболее высокая: +23,5 °C — в 2006 году.
Наиболее холодно в Варшаве, как правило, 6-19 января. Наиболее высокая температура воздуха характерна для периода 19 июля-2 августа.
Абсолютный минимум температуры воздуха: −31,0 °C, зафиксирован 8 января 1987 года, абсолютный максимум: +37,0 °C — 8 августа 2013 года.
| Год  | Дата первого превышения 5 °C | Дата первого превышения 10 °C | Дата первого превышения 15 °C | Дата первого превышения 20 °C | Дата первого превышения 25 °C | Дата первого превышения 30 °C |
| ---- | ---------------------------- | ----------------------------- | ----------------------------- | ----------------------------- | ----------------------------- | ----------------------------- |
| 2011 | 7 января                     | 12 марта                      | 13 марта                      | 7 апреля                      | 12 мая                        | 6 июня                        |
| 2012 | 2 января                     | 24 февраля                    | 17 марта                      | 17 марта                      | 27 апреля                     | 29 апреля                     |
| 2013 | 1 января                     | 5 марта                       | 13 апреля                     | 17 апреля                     | 26 апреля                     | 21 июня                       |
| 2014 | 3 января                     | 18 февраля                    | 21 марта                      | 21 марта                      | 20 мая                        | 8 июля                        |
| 2015 | 2 января                     | 10 января                     | 24 марта                      | 11 апреля                     | 19 мая                        | 3 июня                        |
| 2016 | 26 января                    | 28 января                     | 28 марта                      | 4 апреля                      | 22 мая                        | 17 июня                       |
| 2017 | 16 февраля                   | 27 февраля                    | 5 марта                       | 31 марта                      | 19 мая                        | 20 июня                       |
| 2018 | 1 января                     | 29 января                     | 11 марта                      | 4 апреля                      | 9 апреля                      | 30 мая                        |
| 2019 | 1 января                     | 18 февраля                    | 4 марта                       | 18 апреля                     | 25 апреля                     | 11 июня                       |

| Год  | Дата последнего превышения 30 °C | Дата последнего превышения 25 °C | Дата последнего превышения 20 °C | Дата последнего превышения 15 °C | Дата последнего превышения 10 °C | Дата последнего превышения 5 °C |
| ---- | -------------------------------- | -------------------------------- | -------------------------------- | -------------------------------- | -------------------------------- | ------------------------------- |
| 2011 | 27 августа                       | 11 сентября                      | 6 октября                        | 7 октября                        | 2 декабря                        | 29 декабря                      |
| 2012 | 11 сентября                      | 27 сентября                      | 6 октября                        | 20 октября                       | 29 ноября                        | 31 декабря                      |
| 2013 | 9 августа                        | 19 августа                       | 27 октября                       | 3 ноября                         | 28 декабря                       | 30 декабря                      |
| 2014 | 4 августа                        | 14 сентября                      | 14 октября                       | 7 ноября                         | 23 декабря                       | 25 декабря                      |
| 2015 | 1 сентября                       | 18 сентября                      | 4 октября                        | 11 ноября                        | 28 декабря                       | 28 декабря                      |
| 2016 | 5 августа                        | 12 сентября                      | 2 октября                        | 4 октября                        | 21 ноября                        | 27 декабря                      |
| 2017 | 11 августа                       | 10 сентября                      | 17 октября                       | 20 октября                       | 12 декабря                       | 31 декабря                      |
| 2018 | 24 августа                       | 21 сентября                      | 28 октября                       | 6 ноября                         | 15 ноября                        | 31 декабря                      |
| 2019 | 1 сентября                       | 9 сентября                       | 22 октября                       |                                  |                                  |                                 |

## Климатограмма
| Показатель                    | Янв.  | Фев.  | Март  | Апр. | Май  | Июнь | Июль | Авг. | Сен. | Окт. | Нояб. | Дек.  | Год   |
| ----------------------------- | ----- | ----- | ----- | ---- | ---- | ---- | ---- | ---- | ---- | ---- | ----- | ----- | ----- |
| Абсолютный максимум, °C       | 13,8  | 17,2  | 22,9  | 30,4 | 32,8 | 35,3 | 35,9 | 37,0 | 34,5 | 25,9 | 19,2  | 15,4  | 37,0  |
| Средний суточный максимум, °C | 1,0   | 2,7   | 7,4   | 14,5 | 19,8 | 23,1 | 25,2 | 24,7 | 19,0 | 12,9 | 6,5   | 2,3   | 13,2  |
| Средняя температура, °C       | −1,5  | −0,5  | 3,2   | 9,2  | 14,3 | 17,7 | 19,7 | 19,1 | 14,0 | 8,7  | 3,8   | −0,1  | 9,0   |
| Средний суточный минимум, °C  | −4    | −3,3  | −0,6  | 4,0  | 8,8  | 12,4 | 14,5 | 13,9 | 9,5  | 5,0  | 1,3   | −2,5  | 4,9   |
| Абсолютный минимум, °C        | −30,7 | −27,6 | −22,6 | −6,9 | −3,1 | 1,8  | 4,6  | 3,0  | −1,6 | −9,6 | −17   | −24,8 | −30,7 |
| Норма осадков, мм             | 31    | 29    | 28    | 35   | 54   | 62   | 81   | 60   | 48   | 37   | 34    | 34    | 533   |
| Источник:                     |       |       |       |      |      |      |      |      |      |      |       |       |       |